# Кравченко-Крюковський Іван Григорович
Іван Григорович Кравченко-Крюковський (1815 (1820) — липень 1885) — кобзар.

## З життєпису
Народився на Полтавщині, на околиці міста Лохвиця. Батьки були кріпаками поміщика Крюковського, тож співця й прозивали за прізвищем пана. Осліп в 10 років. Коли він зовсім осліп, то пан вигнав його i сказав: «Ти сліпий, нащо тобі хата? Ти у людей де-небудь поживеш».
На три роки хлопця відправили вчитися до кобзаря. Кравченко-Крюковський користувався надзвичайною популярністю у кобзарів та лірників: по-перше, як людина високо обізнана, по-друге, як «панмайстер», тобто президент складної кобзарсько-ліричної організації. По-третє, як людина доволі справедлива.
1882 року було надруковано думи і коротка біографія бандуриста. Так склалось, що мистецтво цього «великого кобзаря», як називають його сучасники, залишилось недостатньо вивченим, невідомий навіть його увесь репертуар.
Кобзарського мистецтва навчався в панотців Івана Кравченка-Касьяна та Гаврила Вовка, а також у Клима Губи. У Кравченка-Крюковського були й учні. Найвідоміший — Микола Дубина з Решетилівки на Полтавщині. З бандурою Іван Григорович обійшов усю Лівобережну Україну.
Сучасники називали його великим кобзарем та кобзарським гетьманом. А дослідники народної творчості Василь Горленко й Опанас Сластіон як виконавця історичних пісень і дум ставили вище навіть за Остапа Вересая. Та й сам Вересай був такої ж думки.
Помер у 1885 році у Лохвиці.
Син Севастьян Іванович за тверджнням Мартиновича також добре грав на кобзі.
У нього були дві бандури. Старшу дістав О. Сластіон. Інструмент мав 25 струн. Кравченко-Крюковський також грав на гуслі яка мала металеві кілки.
Портрет його намалювали П. Мартинович та О. Сластіон (1876) а також В. Горленко в 1882 р.

## Репертуар

### Думи
- Втеча трьох братів з Азова,
- Олексій Попович,
- Федір Безрідний-Бездольний,
- Три брати Самарські,
- Сокіл і соколя,
- Проводи козака,
- Сестра і брат,
- Вдова і три сини,
- Самійло Кішка.
- Козак Голота
- Іван Коновченко
- Про Михійка (пародія)

### Псалми
- Ой горе, горе на світі жити,
- Правда
- «Ой ушли лої літа, яко вихрь в круги світа»
- Смотрится к нам смерте
- Ісусе мій прелюбезний
- Ісусе, пане милий
- Про Лазаря
- Про Почаївську Божу матір

### Історичні пісні
- Про Саву Чалого

### Жартівливі пісні
- Чечітка
- Про Хому та Ярему
- Гарбуз
- Вередунки
- Міщанка